# Myrmotherula schisticolor
El hormiguerito pizarroso (en Colombia, Costa Rica, Honduras y Perú) (Myrmotherula schisticolor), también denominado hormiguerito u hormiguero apizarrado (en México y Venezuela) u hormiguerito pechinegro (en Nicaragua), es una especie de ave paseriforme perteneciente al numeroso género Myrmotherula de la familia Thamnophilidae. Es nativo de Centro y Sudamérica.

## Distribución y hábitat
Se distribuye desde el sureste de México, por Guatemala, Belice, Honduras, El Salvador, Nicaragua, Costa Rica, Panamá, hasta Colombia, hacia el sur a lo largo del los Andes, por Ecuador, hasta el sur de Perú, y hacia el este hasta el noreste de Venezuela. Ver más detalles en Subespecies.
Esta especie es considerada bastante común en el sotobosque de bosques húmedos montanos bajos y de piedemonte, mayormente entre los 900 y los 1800 m de altitud.

## Sistemática

### Descripción original
La especie M. schisticolor fue descrita por primera vez por el ornitólogo estadounidense George Newbold Lawrence en 1865 bajo el nombre científico «Formicivora schisticolor»; localidad tipo «Turrialba, Cartago, Costa Rica».

### Etimología
El nombre genérico femenino «Myrmotherula» es un diminutivo del género Myrmothera, del griego «murmos»: hormiga y «thēras»: cazador; significando «pequeño cazador de hormigas»; y el nombre de la especie «schisticolor», proviene del latín «schistus»: pizarra y «color, coloris»: color; significando «de color de pizarra».

### Taxonomía
Los similitudes en la morfología, comportamiento y vocalizaciones sugieren que esta especie es pariente cercano a M. minor y M. sunensis. Las tres generalmente son agrupadas en el llamado «complejo de hormigueritos grises», del cual también forman parte Myrmotherula axillaris, M. iheringi, M. longipennis, M. menetriesii, M. behni, M. grisea, M. unicolor, M. snowi y M. urosticta, a pesar de que este grupo posiblemente no sea monofilético.

### Subespecies
Según la clasificación del Congreso Ornitológico Internacional (IOC) (Versión 7.2, 2017) y Clements Checklist v.2016, se reconocen 3 subespecies, con su correspondiente distribución geográfica. Los límites geográficos de las subespecies, así como también los detalles moleculares y de vocalización requieren más investigaciones.
- Myrmotherula schisticolor schisticolor (Lawrence, 1865) – extremo sureste de México (Chiapas) hacia el sur en las laderas de montañas bajas (pendiente caribeña del norte de Nicaragua, principalmente por la pendiente del Pacífico en Panamá) hasta Colombia (Andes occidentales y centro occidentales) y Ecuador (pendiente del Pacífico).
- Myrmotherula schisticolor sanctaemartae J. A. Allen, 1900 – noreste de Colombia (Sierra Nevada de Santa Marta y Serranía del Perijá) y norte de Venezuela (Serranía del Perijá , Andes y cordillera de la Costa, hacia el este hasta Sucre).
- Myrmotherula schisticolor interior (Chapman, 1914) – Andes en Colombia (pendiente occidental en los Andes centrales, Andes orientales) y en la pendiente oriental hacia el sur hasta Perú (al sur hasta Puno).